# Catedral de la Virgen de las Nieves (Ibiza)
La catedral de la Virgen de las Nieves de Ibiza está situada en el Dalt Vila en la ciudad de Ibiza (Islas Baleares, España). Fue construida sobre la antigua mezquita de Yebisah. Es una catedral construida en el siglo XIII del gótico-catalán, aunque la nave es de estilo barroco. El 1782 se creó oficialmente el obispado de Ibiza, con lo que el templo adquirió rango catedralicio.
En esta catedral se rinde culto a Santa María la Mayor es decir la Virgen de las Nieves (Mare de Déu de les Neus, patrona de Ibiza y Formentera), porque su onomástica (5 de agosto) era la festividad mariana más cercana al 8 de agosto, fecha de la conquista de Ibiza, y los cristianos querían levantar una iglesia dedicada a la Virgen María que conmemorara tal evento. La imagen de Las Nieves preside el altar mayor de la catedral ibicenca en una hornacina o retablo en forma de templete o baldaquino. La actual imagen de la Patrona de Ibiza fue realizada en 1937 por el taller valenciano de los escultores Román y Salvador, quienes también realizaron la talla del Cristo Yacente y de la Virgen de los Dolores que se encuentran en la catedral. En el templo también se venera a San Ciriaco celebrado el citado día 8 de agosto, y quién también es patrono de la isla y de su capital.
En el siglo XVII su interior fue completamente remodelado en estilo barroco. Se puede visitar el Museo de la Sacristía.

## Galería de imágenes

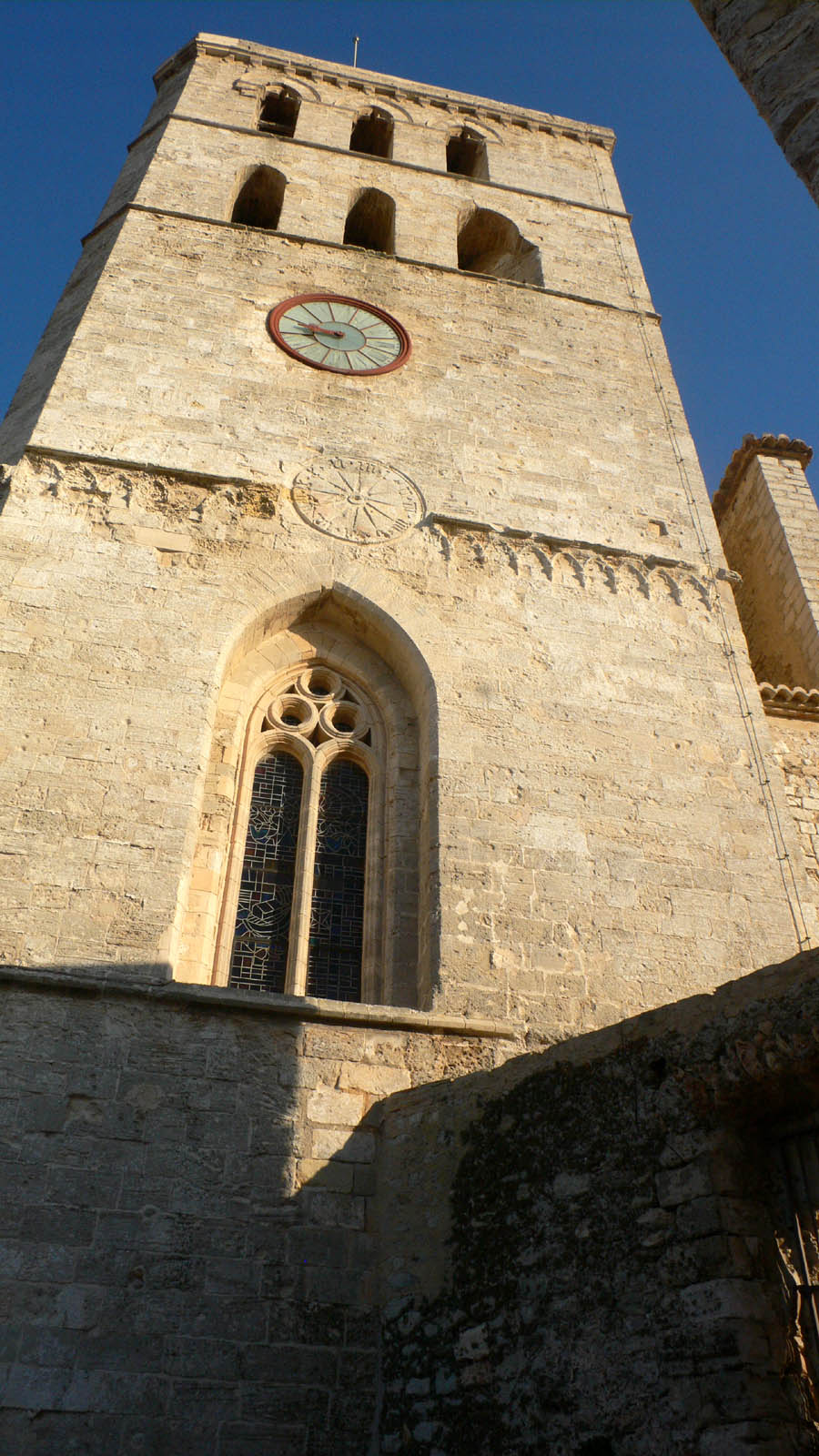
Torre de la Catedral de Ibiza.
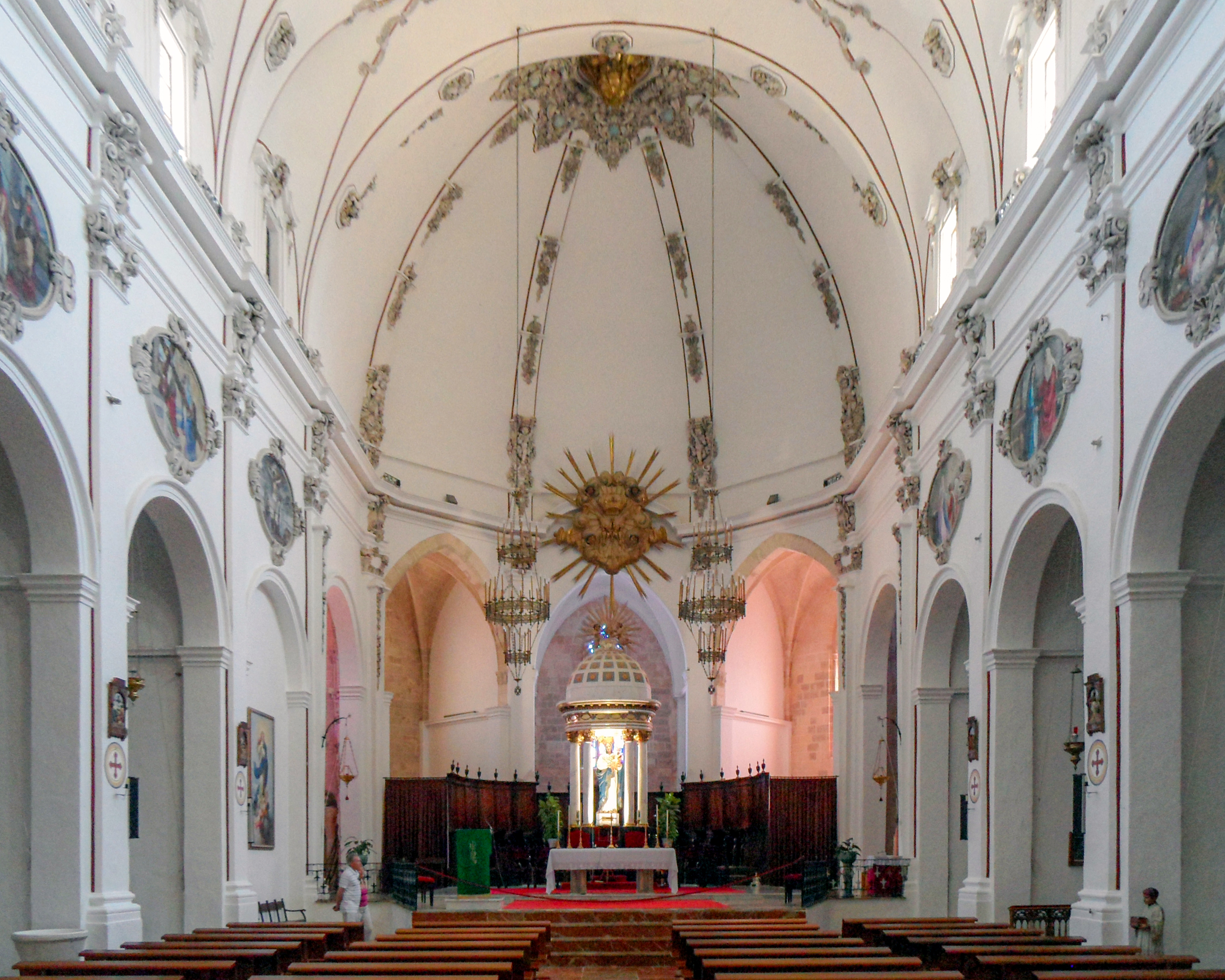
Interior de la catedral.
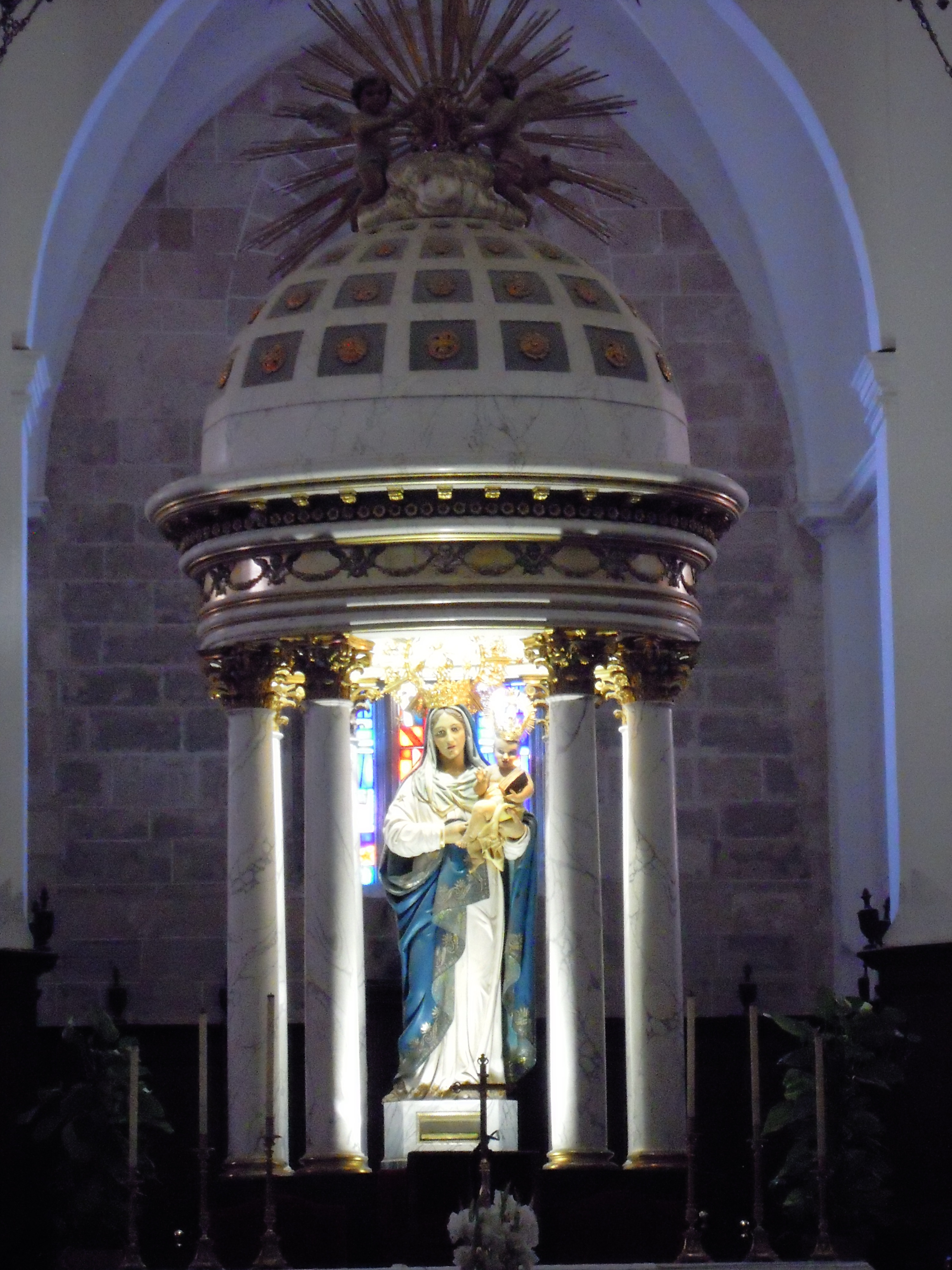
Imagen de Nuestra Señora de las Nieves, patrona de la isla de Ibiza.
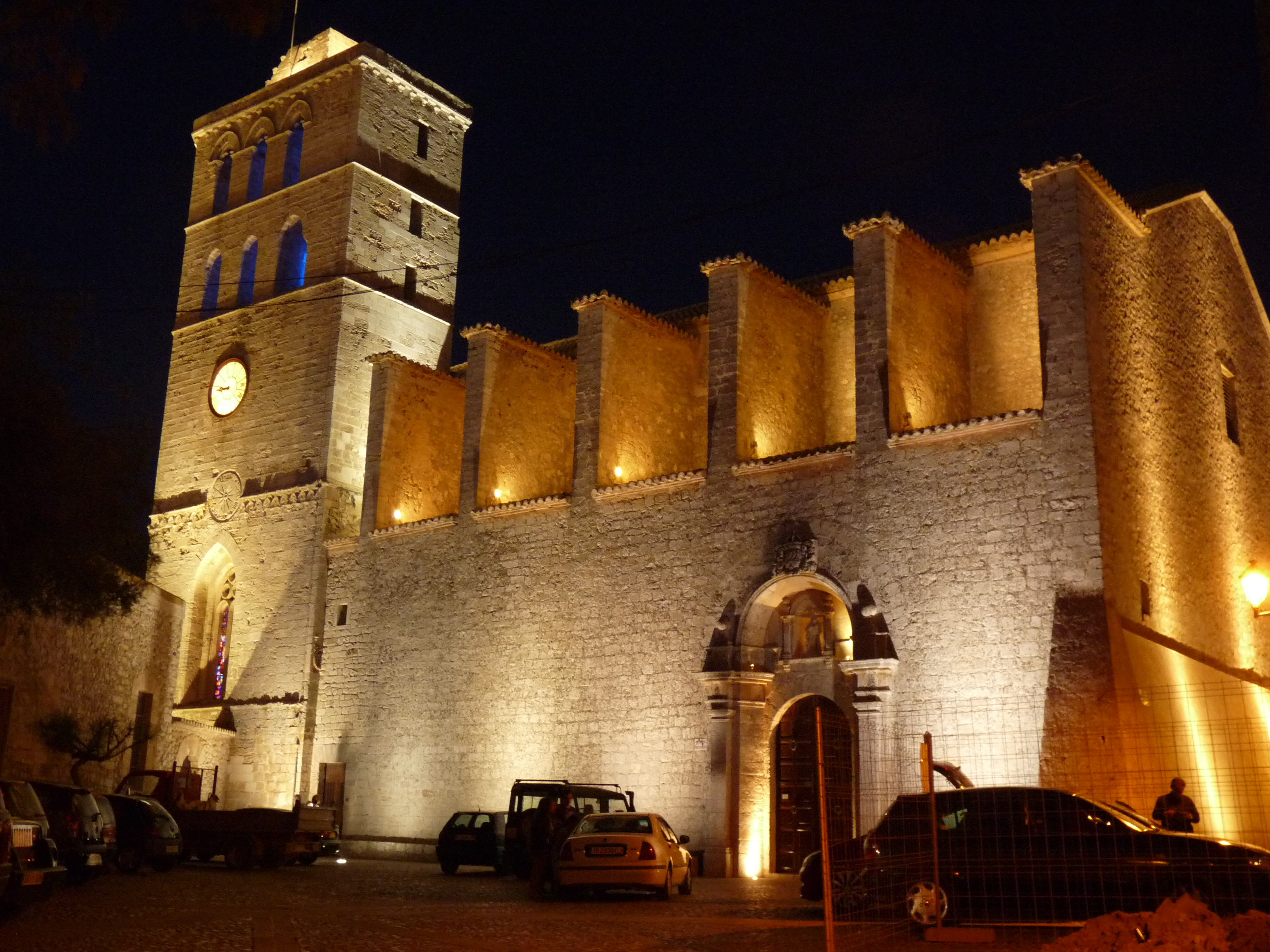
La catedral de noche.